# Diecezja Cruz del Eje
Diecezja Cruz del Eje (łac. Dioecesis Crucis Axeatae) – diecezja Kościoła rzymskokatolickiego w Argentynie, erygowana 12 sierpnia 1963 przez papieża Pawła VI.